# Herviella mietta
Herviella mietta is een slakkensoort uit de familie van de Facelinidae. De wetenschappelijke naam van de soort is voor het eerst geldig gepubliceerd in 1965 door Marcus & Burch.